# 一念花开
《一念花開》（英语：Blooming），中国大陆奇幻古装网络剧，由查传谊执导，是改编自韩易水所著小说《师兄总是要开花》，方逸伦、黄日莹领衔主演，馬昕墨、邱士綸、陳一辰、趙夢姝聯合主演。讲述一位清源派大师兄崔尘携手小师妹赵坦坦，踏上寻找清源派至寶“七叶莲”的旅途，一路成长收获爱情，联手重振师门的故事。該劇於2021年8月開機，2021年11月殺青，並於2023年10月23日在優酷播出。

## 播出时间
| 頻道 | 所在地   | 日期           | 播出時間 |
| 優酷 | 中国大陆 | 2023年10月23日 | - 會員 首更4集，連更11天，11月6日起周一、周三每天更新2集，周二、周四每天更新1集。 - 非會員 首更1集，連更11天，11月6日起周一至周四每天更新1集。 |

## 演员列表

### 領銜主演
| 演員              | 角色      | 簡介 | 配音   |
| 方逸伦            | 慕白/崔塵 | 清源派大師兄、七葉蓮守護者 身中惜瀾花咒。                                                                                           | 彭堯   |
| 黃日瑩 幼年：瑞娜 | 趙坦坦    | 清源派小師妹 18年前被清源派师父抱回清源派的孤儿，從小到大活在大师兄阴影之下，立誓要做清源之光，幻化人形的蓮花，蓮纹的一部分。       |        |
| 黃日瑩 幼年：瑞娜 | 蓮纹      | 清源派師妹、萬芳城城主之女 鳳葆之妹，擁有七瓣妖紋的蓮花精，蓮紋的本體就是七葉蓮，一百年前曾是慕白的愛人，因誤會給慕白下了惜瀾花咒。 | 徐佳琦 |

### 主演
| 演員                | 角色        | 簡介 | 配音   |
| 马昕墨 幼年：顏熙恩 | 凤葆        | 万芳城少城主 蓮紋之姊、謝鈺之未婚妻。 | 孙亚晨 |
| 邱士纶              | 秋月白/慕玄 | 七夜客棧老闆 清源派二弟子、慕白真人的師弟，因面容與蓮紋相似而心儀趙坦坦，當年慕玄深愛蓮紋，卻不願見到蓮紋跟崔塵兩情相悅，於是背叛師門投靠魔尊修習魔功，導致面容發生變化。 | 杨昕燃 |
| 陈一辰              | 淇方        | 清源派大師兄 | 王靖扬 |
| 赵梦妹              | 沙溍湘      | 清源派師姐 | 橙璃   |

### 清源派
| 演員   | 角色   | 簡介                                        | 配音   |
| 钱泳辰 | 青竹峰 | 清源派掌門                                  | 赵哲豪 |
| 段洋   | 羡方   | 清源派弟子                                  |        |
| 张波   | 慕玄   | 清源派弟子                                  |        |
| 方品淇 | 雪衣   | 清源派弟子 鴿子精，趙坦坦閨密，與槐猛相愛。 | 劉知否 |
| 朱利强 | 螃蟹精 | 清源派弟子 蟹鮮麵老闆。                     | 代康康 |
| 刘小震 | 蜈蚣精 | 清源派弟子 常化作蜈蚣車，載一行人乘坐。     | 李逸   |

### 七夜客棧
| 演員   | 角色   | 簡介       | 配音   |
| 梁俊森 | 墨言   | 秋月白手下 | 王靖扬 |
|        | 貓頭鷹 | 秋月白手下 |        |

### 天音宮
| 演員   | 角色 | 簡介       | 配音 |
| 刘书源 | 苗語 | 天音宮弟子 | 瑚琏 |
| 吴逸迦 | 華香 | 天音宮弟子 | 莫然 |

### 瓊花門
| 演員   | 角色   | 簡介                                                      | 配音   |
| 杨逸飞 | 苏志楠 | 瓊花門掌門 知道                                           | 李嘉祥 |
| 陈钇霖 | 邹曼倩 | 瓊花門師姐 檸檬精，會散發酸味，使人爭風吃醋，喜歡苏志楠。 | 张昕玥 |
| 陈俊安 | 陆一   | 瓊花門師兄                                                | 来晓风 |

### 萬芳城
| 演員   | 角色 | 簡介                                                                  | 配音   |
| 张志伟 | 風翟 | 萬芳城城主 鳳葆、蓮紋之父，為了對抗魔尊，死後化作結界守護萬芳城居民。 | 李逸   |
| 李璟羿 | 謝鈺 | 萬芳城守城人 鳳葆之未婚夫，利用吸收蓮子的能力，帶領子民重建萬芳城。   | 李嘉祥 |

### 魔族
| 演員   | 角色 | 簡介                              | 配音   |
| 姚卓君 | 魔尊 | 魔尊 想得到七葉蓮，獲取乾坤之力。 | 来晓风 |
| 孙彩纶 | 月影 | 魔尊手下 喜歡秋月白。             | 帕热妮 |

### 妖精團
| 演員   | 角色     | 簡介                                                    | 配音   |
| 崔恩慈 | 胡梦     | 金面狐狸 云来楼老闆，與朱顏相愛。                       | 廖许可 |
| 雷鹏宇 | 朱顏     | 凡人 與胡梦相愛，因修練而走火入魔，蓮子淨化後自然老死。 | 孙铭谦 |
| 楊金承 | 槐猛     | 槐樹精 擁有醫術，與雪衣相愛。                           | 宗天泽 |
|        | 倉鼠精   | 倉鼠精 為了幫助未來女兒找女婿，先行鑑定人類男子。       |        |
|        | 老鼠精   | 舒老闆 舒家麵莊老闆。                                   |        |
| 钟夫翔 | 爾老爺   | 爾府老爺 鵝精。                                         | 孔喆   |
| 吴海龙 | 紫萌     | 蛤蟆精                                                  | 代康康 |
|        | 蝸牛精   | 奇巧閣老闆                                              |        |
| 韩陌   | 白疊子   | 棉花精                                                  | 高亚亚 |
| 马洪磊 | 豬精     |                                                         | 孔喆   |
| 解安琪 | 金丝燕精 |                                                         |        |